# Будинок Чірахова
Будинок Чірахова («Будинок із десятьма драконами») — пам'ятка архітектури в місті Сімферополь. Розташований на проспекті Кірова, 21.

## Історія

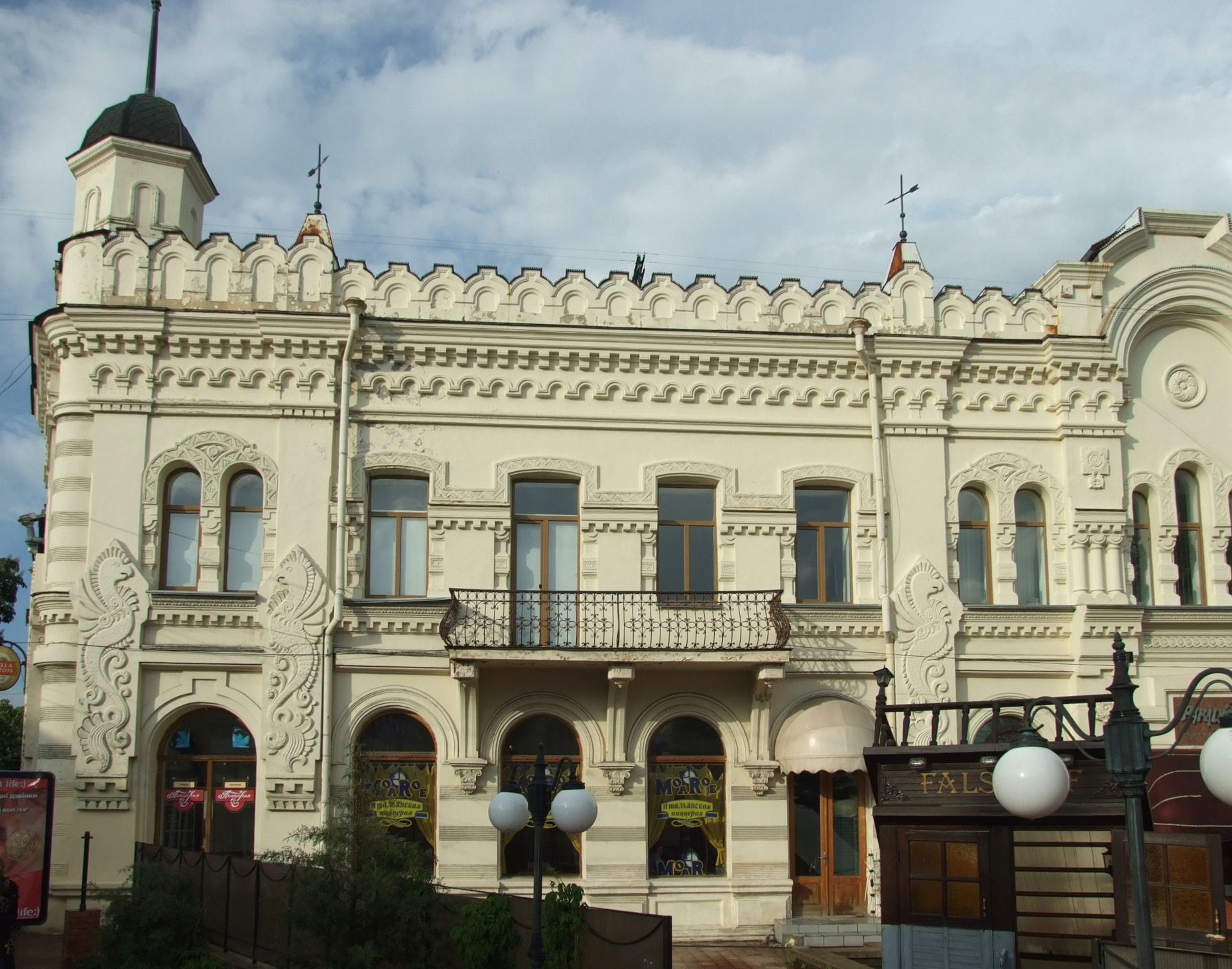

Купець Х. К. Чірахов подав клопотання про створення торговельного будинку в 1886 р. Будинок був створений на початку XX століття за проєктом архітектора Б. А. Зайончковського. У ньому була розташована перша в місті біржа, а також готель.
Зараз у будинку розташовані піцерія та ресторан. Макет будинку презентує Сімферополь у парку Крим у мініатюрі (Алушта) та в Бахчисарайському парку мініатюр.

## Зовнішній вигляд
Будівля виконана в еклектичному стилі. Окрасою веранди є чавунні ажурні елементи. Основний декоративний елемент — рельєфні стилізовані зображення драконів.